# Judo na Letniej Uniwersjadzie 2011
 Judo na Letniej Uniwersjadzie 2011 zostało rozegrane w dniach 13 – 17 sierpnia 2011. Do rozdania było 18 kompletów medali. Areną zmagań zawodników i zawodniczek była Shenzhen Convention & Exhibition Center

## Tabela medalowa
| Klasyfikacja medalowa |                  |       |        |      |       |
| Pozycja               | Państwo          | Złoto | Srebro | Brąz | Razem |
| 1                     | Japonia          | 6     | 3      | 6    | 15    |
| 2                     | Korea Południowa | 5     | 4      | 3    | 12    |
| 3                     | Rosja            | 2     | 2      | 3    | 7     |
| 4                     | Holandia         | 2     | 0      | 0    | 2     |
| 5                     | Chiny            | 1     | 1      | 3    | 5     |
| 6                     | Polska           | 1     | 1      | 2    | 4     |
| 7                     | Ukraina          | 1     | 0      | 1    | 2     |
| 8                     | Francja          | 0     | 3      | 7    | 10    |
| 9                     | Niemcy           | 0     | 1      | 1    | 2     |
| 10                    | Azerbejdżan      | 0     | 1      | 0    | 1     |
| 10                    | Mongolia         | 0     | 1      | 0    | 1     |
| 10                    | Uzbekistan       | 0     | 1      | 0    | 1     |
| 13                    | Brazylia         | 0     | 0      | 5    | 5     |
| 14                    | Rumunia          | 0     | 0      | 2    | 2     |
| 15                    | Algieria         | 0     | 0      | 1    | 1     |
| 15                    | Korea Północna   | 0     | 0      | 1    | 1     |
| 15                    | Turcja           | 0     | 0      | 1    | 1     |
| Razem                 | Razem            | 18    | 18     | 36   | 72    |

## Medaliści

### Mężczyźni
| Konkurencja:      | Złoto: | Srebro: | Brąz: |
| - 60 kg           | Kim Won-jin | Otgon Chinbat | Robert Mszwidobadze Toru Shishime |
| - 66 kg           | Hwang Bo-bae | Yuito Yoshida | Florent Urani Ma Duanbin |
| - 73 kg           | Dienis Jarcew | Kim Wong-jung | Marcelo Contini Piotr Kurkiewicz |
| - 81 kg           | Tomohiro Kawakami | Rustam Alimli | Murat Chabaczirow Victor Penalber |
| - 90 kg           | Abdul Omarow | Sherali Juraev | Valentin Radu Ryohei Anai |
| - 100 kg          | Ryūnosuke Haga | Clement Delvert | Zafar Machmadow Kim Tae-kyeong |
| + 100 kg          | Kim Soo-whan | Maciej Sarnacki | Matthieu Thorel Takeshi Ojitani |
| Otwarta kategoria | Kim Sung-min | Rienat Saidow | Masaru Momose David Moura |
| Drużynowo         | Japonia Ryūnosuke Haga Ryohei Anai Takeshi Ojitani Masaru Momose Yuito Yoshida Toru Shishime Tomohiro Kawakami Yasuhiro Awano | Francja Florent Urani Antoine Jeannin Thibault Dracius Alexandre Iddir Farid Ben Ali Matthieu Thorel Clement Delvert | Korea Południowa Hong Suk-woong Hwang Bo-bae Song Soo-keun Kim Wong-jung Kim Sung-min Ukraina Andrij Burdun Anatolij Łaskuta Quedjau Nhabali Iwan Jefanow Witalij Popowicz Razmik Tonojan Oleksandr Sizow |

### Kobiety
| Konkurencja:      | Złoto: | Srebro:                                                               | Brąz: |
| - 48 kg           | Kaori Kondo | Kristina Rumiancewa                                                   | Violeta Dumitru Aurore Climence |
| - 52 kg           | Zuzanna Pawlikowska                                                                                             | Seo Ha-na                                                             | Yuki Hashimoto Meriem Moussa |
| - 57 kg           | Megumi Ishikawa                                                                                                 | Kim Jan-di                                                            | Hannah Luise Brueck Hélène Receveaux |
| - 63 kg           | Esther Stam | Miki Tanaka                                                           | Hwang Chun-gum Lin Meiling |
| - 70 kg           | Kim Polling | Laura Vargas Koch                                                     | Yuko Imai Natalia Bordignon |
| - 78 kg           | Wiktorija Turks                                                                                                 | Géraldine Mentouopou                                                  | Zhang Jie Jeong Gyeong-mi |
| + 78 kg           | Qin Qian | Kim Na-young                                                          | Emilie Andéol Belkıs Zehra Kaya |
| Otwarta kategoria | Kim Ji-youn | Aya Ishiyama                                                          | Claudirene Cézar Emilie Andéol |
| Drużynowo         | Japonia Kanae Yamabe Yuko Imai Aya Ishiyama Shori Hamada Yuki Hashimoto Kaori Kondo Miki Tanaka Megumi Ishikawa | Chiny Ye Meixin Guan Chunming Lin Meiling Yu Song Zhang Jie Chen Rong | Francja Emilie Andéol Hélène Receveaux Valériane Fichot Géraldine Mentouopou Aurore Climence Elodie Grou Heloise Lacouchie Polska Joanna Jaworska Agata Ozdoba-Błach Zuzanna Pawlikowska Agata Perenc Katarzyna Furmanek |